# Чурсіна Людмила Олексіївна
Чурсіна Людмила Олексіївна (нар. 20 липня 1941, Душанбе, Таджицька РСР) — радянська і російська акторка. Народна артистка СРСР (1981).

## Життєпис
Закінчила Театральне училище ім. Б. Щукіна в Москві (1963). Працювала у Театрі ім. Є. Вахтангова (1963—1965). З 1974 р. — в Ленінградському театрі ім. О. С. Пушкіна, а з 1984 — у театрі Радянської Армії.
Знімається у кіно з 1961 р. (Дарина в «Донській повісті», Віринея у «Віринеї», Анфіса в «Угрюм-ріка», Ярова в «Любові Яровій» та ін.). Грала в українських фільмах:
- «Погоня» (1966, епіз.),
- «Туманність Андромеди» (1967, зорельотниця),
- «Олеся» (1971, Олеся),
- «Сутичка» (1972),
- «У Криму не завжди літо» (1987, Розалія Землячка).

## Політична позиція
11 березня 2014 року підтримала Російську агресію в Криму, підписавши колективне звернення до російської громадськості «Діячі культури Росії — на підтримку позиції Президента по Україні та Криму». Фігурант бази даних центру «Миротворець» як особа, що становить загрозу національній безпеці України і міжнародному правопорядку. Включена до Переліку осіб, які створюють загрозу нацбезпеці України.